# Alain Perrin
Pour les articles homonymes, voir Perrin.
Alain Perrin, né le 7 octobre 1956 à Lure (Haute-Saône), est un joueur et entraîneur de football français.
Après une carrière de joueur modeste, il entraîne successivement Troyes, Marseille, Sochaux, Lyon et Saint-Étienne, dont il est licencié en décembre 2009. Il quitte alors la France et commence une carrière à l'étranger. En 2014, il est nommé sélectionneur de l'équipe nationale chinoise.

## Parcours

### Carrière du joueur
De 1966 à 1970, Alain Perrin évolue au Sports réunis Haguenau, puis à Tomblaine jusqu'en 1971. Il rejoint alors l'AS Nancy-Lorraine, avec laquelle il évoluera jusqu'en 1975.
Il reste ensuite en Meurthe-et-Moselle, jouant à Varangéville de 1976 à 1981.
Il termine sa carrière de joueur en retournant à l'AS Nancy-Lorraine, où il est entraîneur-joueur de l'équipe de division d'honneur de 1983 à 1987. Il continue par la suite sa formation en prenant la tête du centre de formation et de l'équipe réserve du club jusqu'en 1993.

### Parcours d'entraîneur

#### La période troyenne
C'est l'ES Troyes AC qui lui propose son premier vrai défi comme entraîneur. Recruté en 1993, alors que le club évolue encore dans l'ancien championnat de National 2, la 4e division française, il réussit à ramener l'Estac au niveau professionnel en à peine trois saisons. Après une première saison de Deuxième Division difficile, le club aubois n'y sauve sa place que grâce à deux dépôts de bilans en fin de saison. Les quatre années qui suivent sont un vrai conte de fée, durant lesquelles le club va jusqu'à bousculer la hiérarchie de la Première Division, signant quelques succès retentissants en Europe (victoire de la Coupe Intertoto en 2001) et en Coupe de France (demi-finaliste en 2001), et révélant des joueurs de qualité tels que Jérôme Rothen, Karim Ziani ou Mamadou Niang. Son style fait de 4-2-1-2-1 et de 5-2-3 constitue sa marque de fabrique, la discipline et la générosité dans l'effort, ses principes. Perrin pouvait en outre compter sur la confiance aveugle du président Vacelet et gérait une fonction de manager, et non de simple entraîneur. Il quitte le club en 2002, afin de relever un défi encore plus ambitieux.

#### Quelques petits tours à Marseille et à l'étranger
En 2002, il rejoint l'Olympique de Marseille où il se distingue par une troisième place en championnat, qualificative pour le tour préliminaire de la Ligue des champions, ainsi que par une demi-finale de Coupe de la Ligue qu'il perdra face à l'AS Monaco 0-1. 
Sa deuxième saison sera en revanche plus mitigée. Après un bon début de championnat, l'OM ne parviendra pas a se qualifier pour les huitièmes de finales de la  Ligue des champions, dans un groupe relevé avec le Real Madrid, le FC Porto et le Partizan Belgrade. L'OM terminera troisième et sera reversé en Coupe de l'UEFA. Parallèlement, l'OM perd des points en championnat, et est éliminé dès les huitièmes de finales de la Coupe de la Ligue.
En janvier 2004, il est licencié officiellement à la suite de mauvais résultats mais en réalité, c'est pour faute grave qu'il a été débarqué. Selon le journal l'Équipe, Alain Perrin aurait été surpris en plein ébat sexuel avec une salariée du club, à la Commanderie. Les motifs invoqués dans sa lettre de licenciement sont de l'ordre de l'exhibitionnisme et du harcèlement sexuel. Il assigne le club devant le Conseil de Prud'hommes et réclame dix millions d'euros d'indemnités. Finalement, en 2006, un accord à l'amiable sera trouvé, à hauteur de deux millions d'euros.
Il décide de s'exiler aux Émirats arabes unis, où il entraîne brièvement le club Al-Ain à Abou Dabi, puis en Angleterre, à Portsmouth, où il ne reste que quelques mois.

#### La renaissance sochalienne

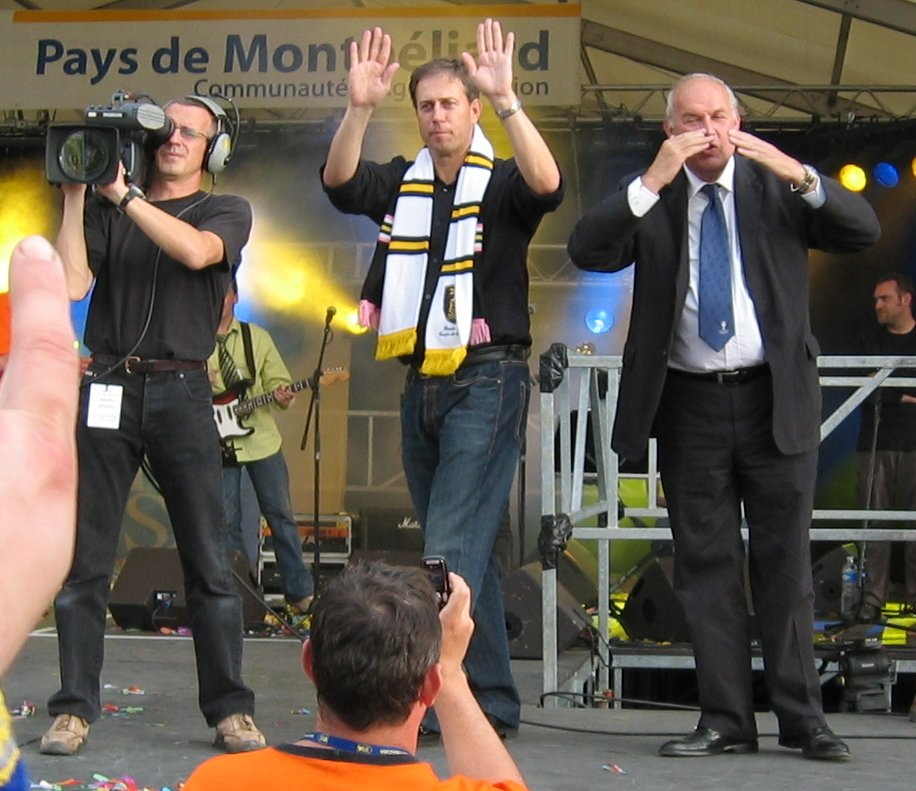
Coupe de France de football 2007 au côté du président du FC Sochaux Jean-Claude Plessis (à droite).

En 2006, le FC Sochaux lui tend les bras : il signe un contrat, recrute des joueurs de talent et rapporte la  Coupe de France en Franche-Comté, sa région natale, en battant en finale son ancien club, l'Olympique de Marseille, aux tirs au but. Il ne reste toutefois qu'une saison dans le club sochalien.

#### Le douloureux épisode lyonnais
Le 30 mai 2007, il prend la succession de Gérard Houllier au poste d'entraîneur de l'Olympique lyonnais. Il remporte deux premiers trophées avec Lyon dès juillet 2007, d'abord lors de la Peace Cup en Corée du Sud puis, le 28 juillet, le Trophée des champions, face à son ancien club, le FC Sochaux (2-1).
Le 17 mai 2008, il remporte le Championnat de France de L1 avec l'Olympique lyonnais, le 7e d'affilée pour le club. Le 24 mai 2008, il remporte à nouveau la Coupe de France, cette fois-ci avec Lyon, en battant le Paris Saint-Germain en finale (1-0 après prolongation), permettant à l'OL de réaliser le premier doublé Coupe de France-Championnat de son histoire.
Malgré ce doublé, Alain Perrin et le club décident d'un commun accord de se séparer le 17 juin 2008. Le président du club, Jean-Michel Aulas, qualifiera d'erreur de casting le fait de lui avoir confié la succession de Gérard Houllier. En effet, il est rapidement apparu des divergences avec une grande partie de son staff, des désaccords avec Bernard Lacombe au sujet du recrutement et une mauvaise relation avec ses joueurs. 
Des difficultés apparaissent toutefois pour licencier Alain Perrin de Lyon et l'affaire dure. Une fois la rupture de contrat entérinée, Alain Perrin se confie dans L'Équipe sur son passage lyonnais. Entretemps, il est remplacé à la tête de l'effectif lyonnais par Claude Puel.

#### Au chevet de Saint-Étienne
Lors du mois d'août 2008, Perrin refuse une offre du FC Nantes et devient par la suite, avec son adjoint, consultant pour la chaîne cryptée Canal+. Le 12 novembre 2008, il accepte de succéder à Laurent Roussey à la tête de l'AS Saint-Étienne. Celui-ci vient d'être remercié après la lourde défaite à domicile des Verts qui précipite le club dans la zone de relégation. Alain Perrin est une nouvelle fois accompagné par son adjoint Christophe Galtier. Son arrivée n'est pas immédiatement convaincante puisque les Verts perdent alors à deux reprises contre le LOSC et l'OGC Nice, ce qui provoque leur chute à la 20e place à l'issue de la 15e journée de Ligue 1. L'AS Saint-Étienne enregistre par la suite deux succès consécutifs face à l'AS Nancy-Lorraine et face au Havre AC. La saison des Verts reste tourmentée par plusieurs revers, et il faut attendre la dernière journée pour que leur maintien soit assuré. Un succès 4-0 face à Valenciennes leur permet de sortir in extremis de la zone rouge, alors que Caen, qui vient de perdre contre les Girondins de Bordeaux (sacrés champions grâce à ce succès), est relégué en Ligue 2 en compagnie du Havre et de Nantes.
Le 15 décembre 2009, à la suite d'une série de mauvais résultats au sein de l'AS Saint-Étienne, Alain Perrin est limogé de son poste d'entraîneur et est remplacé par son adjoint Christophe Galtier.

#### L'exil au Qatar et sélectionneur de l'équipe nationale chinoise
En juin 2010, il signe un contrat de deux ans avec le club qatari d'Al-Khor et succède à un autre entraîneur français, Bertrand Marchand. Il termine 7e lors de sa première saison, dans un championnat de 12 équipes, puis 5e lors de la saison 2011-2012. Au terme de ses deux années de contrat, il est nommé à la tête de la sélection olympique qatarie de football.
Le 26 février 2014, il est nommé sélectionneur de l'équipe nationale chinoise de football,. Il est limogé le 8 janvier 2016 à la suite d'une série de mauvais résultats lors des éliminatoires de la Coupe du monde de football 2018.

#### Retour en France à Nancy
Le 12 octobre 2018, l’AS Nancy-Lorraine annonce par le biais d’un communiqué la nomination d’Alain Perrin en tant que conseiller du président Jean-Michel Roussier. Cette nomination doit permettre la réalisation d'un audit de l’ensemble des secteurs sportifs du club au chardon. A cette période, l’ASNL, entraînée par Didier Tholot, est alors dernière de Ligue 2.
Le 26 octobre 2018, Didier Tholot est remercié, la faute à une succession de résultats peu favorables. Le lendemain, Alain Perrin accepte de prendre sa succession, à la demande du président Jean-Michel Roussier. Il est secondé par Benoît Pedretti  pour le reste de la saison 2018-2019.
Le 14 mai 2019, Alain Perrin quitte ses fonctions avec la satisfaction du devoir accompli. Après avoir réussi sa mission maintien, il décide de quitter le banc de touche.

## Carrière d'entraîneur
| Période                         | Club                              | Division |
| ------------------------------- | --------------------------------- | -------- |
| 1983 - 1993                     | AS Nancy-Lorraine (équipe junior) | -        |
| 1993 - 1994                     | ES Troyes AC                      | 4        |
| 1994 - 1996                     | ES Troyes AC                      | 3        |
| 1996 - 1999                     | ES Troyes AC                      | 2        |
| 1999 - 2002                     | ES Troyes AC                      | 1        |
| 2002 - janvier 2004             | Olympique de Marseille            | 1        |
| 2004 - octobre 2004             | Al-Ain Club                       | 1        |
| 7 avril 2005 - 24 novembre 2005 | Portsmouth                        | 1        |
| 2006 - 2007                     | FC Sochaux                        | 1        |
| 2007 - 2008                     | Olympique lyonnais                | 1        |
| novembre 2008 - décembre 2009   | AS Saint-Étienne                  | 1        |
| juin 2010 - 2012                | Al-Khor                           | 1        |
| juin 2012 - décembre 2012       | Qatar olympique                   | -        |
| décembre 2012 - février 2013    | Al-Gharafa SC                     | 1        |
| mars 2013 - septembre 2013      | Umm Salal                         | 1        |
| février 2014 - janvier 2016     | Chine                             | -        |
| octobre 2018 - 14 mai 2019      | AS Nancy-Lorraine                 | 2        |

### Palmarès
- ES Troyes AC
  - Vainqueur de la Coupe Intertoto en 2001
- FC Sochaux
  - Vainqueur de la Coupe de France en 2007
- Olympique lyonnais
  - Champion de France de L1 en 2008
  - Vainqueur de la Coupe de France en 2008
  - Vainqueur de la Coupe de la Paix en 2007
  - Vainqueur du Trophée des champions en 2007

### Statistiques
| Club                   | Début            | Fin               | Statistiques, | Statistiques, | Statistiques, | Statistiques, | Statistiques, |
| Club                   | Début            | Fin               | M             | V             | N             | D             | V. %          |
| ---------------------- | ---------------- | ----------------- | ------------- | ------------- | ------------- | ------------- | ------------- |
| ESTAC Troyes           | 1er juillet 1993 | 30 juin 2002      | 324           | 133           | 105           | 86            | 41,0 %        |
| Olympique de Marseille | 1er juillet 2002 | 14 janvier 2004   | 60            | 31            | 9             | 20            | 51,6 %        |
| Al-Ain                 | 13 avril 2004    | 24 octobre 2004   | 4             | 2             | 0             | 2             | 50,0 %        |
| Portsmouth FC          | 7 avril 2005     | 24 novembre 2005  | 21            | 4             | 6             | 11            | 19,0 %        |
| FC Sochaux-Montbéliard | 1er août 2006    | 30 juin 2007      | 47            | 22            | 13            | 12            | 46,8 %        |
| Olympique lyonnais     | 1er juin 2007    | 16 juin 2008      | 59            | 39            | 11            | 9             | 66,1 %        |
| AS Saint-Étienne       | 12 novembre 2008 | 15 décembre 2009  | 58            | 20            | 13            | 25            | 34,4 %        |
| Al-Khor                | 14 juin 2010     | 31 mai 2012       | 65            | 24            | 13            | 28            | 36,9 %        |
| Qatar olympique        | 1er juin 2012    | 19 décembre 2012  | 9             | 3             | 3             | 3             | 33,3 %        |
| Al-Gharafa             | 20 décembre 2012 | 21 février 2013   | 7             | 3             | 3             | 1             | 42,8 %        |
| Umm Salal              | 13 mars 2013     | 30 septembre 2013 | 11            | 4             | 2             | 5             | 36,3 %        |
| Chine                  | 28 février 2014  | 8 janvier 2016    | 29            | 15            | 10            | 4             | 51,7 %        |
| AS Nancy-Lorraine      | 26 octobre 2018  | 14 mai 2019       | 23            | 9             | 4             | 10            | 39,1 %        |
| TOTAL                  | 1er juillet 1993 | 14 mai 2019       | 717           | 309           | 192           | 216           | 43,0 %        |